# Lamb Peak
Lamb Peak är en bergstopp i Antarktis. Den ligger i Västantarktis. Chile gör anspråk på området. Toppen på Lamb Peak är 1 557 meter över havet.
Terrängen runt Lamb Peak är kuperad norrut, men söderut är den platt. Trakten är obefolkad. Det finns inga samhällen i närheten. 